# Osica de Sus, Olt
Osica de Sus este un sat în comuna cu același nume din județul Olt, Oltenia, România.
Stejarul Recunoștinței este un stejar plantat la data de 1 aprilie 1927 de către locuitorii satului Vlăduleni, Olt, din comuna Osica de Sus. Copacul reprezinta un simbol al statorniciei locuitorilor acestui sat.
La prima ediție a sărbătorii „Fii Satului” desfășurata în anul 2011, a fost dezvelită sub acest copac o placă memorativă.
 Acest articol despre o localitate din județul Olt este deocamdată un ciot. Puteți ajuta Wikipedia prin completarea lui.

Sat de o frumusețe rară cu păduri verzi de foioase, străbătut de râul Cungrea și cu celebrul copac,Tecul de la Ionicesti.